# I Want to Know
I Want to Know — концертний альбом американського блюзового музиканта Джиммі Докінса, випущений лейблом MCM Records в 1975 році. Записаний 16 жовтня 1975 в Чикаго у клубі Ma Bea's.
Окрім Докінса солістом виступив Ендрю Одом, який виконав «Are You Ready». Серед композицій — кавер-версії блюзових стандартів «Rock Me Baby» Б.Б. Кінга та «Driving Wheel» Рузвельта Сайкса.
12 жовтня 1999 року Storyville Records перевидав альбом на CD, до якого увійшли не видані на платівці композиції «I've Been Mistreated» та «Are You Ready».

## Список композицій
1. «I Want to Know» (Джиммі Докінс) — 9:02
2. «Rock Me Baby»  (Б.Б. Кінг) — 5:04
3. «I Wonder Why»  (Лілліан Оффітт) — 4:46
4. «Cold Sweat Blues» (Джеймс Браун, Джиммі Докінс) — 7:17
5. «Driving Wheel»  (Рузвельт Сайкс) — 5:39
6. «Will My Baby Be Home Tonight» (Мел Лондон) — 5:44
7. «Way She Walks»  (Джиммі Докінс) — 4:30
8. «I've Been Mistreated»  (Джиммі Докінс) — 7:32
9. «Are You Ready»  (Джиммі Докінс) — 11:33

## Учасники запису
- Джиммі Докінс — гітара і вокал
- Ендрю Одом — вокал (9)
- Джиммі Джонсон — гітара
- Сільвестер Боунс — бас
- Тайрон Сенчерей — ударні